# Jaromír Hudec
Jaromír Hudec (14. prosince 1936, Louka u Litvínova – 30. srpna 2024) byl český hokejový útočník. Žil v německém Bad Berleburgu.

## Hokejová kariéra
V československé lize hrál za CHZ Litvínov. Odehrál 10 ligových sezón, nastoupil ve 279 ligových utkáních a dal 88 ligových gólů. V německé bundeslize hrál za VfL Bad Nauheim. V nižších soutěžích hrál i za TJ Spartak AZNP Mladá Boleslav,TJ Stadion Teplice a v Německu za EC Deilinghofen.

## Klubové statistiky
| Sezona                            | Klub                            | Soutěž  | Základní část | Základní část | Základní část | Základní část | Základní část |
| Sezona                            | Klub                            | Soutěž  | Z             | G             | A             | B             | TM            |
| --------------------------------- | ------------------------------- | ------- | ------------- | ------------- | ------------- | ------------- | ------------- |
| 1955/1956                         | DSO Spartak Mladá Boleslav AZNP | 2. liga | 1             | 0             | -             | -             | -             |
| 1956/1957                         | TJ Spartak AZNP Mladá Boleslav  | 2. liga | 1             | 0             | -             | -             | -             |
| 1959/1960                         | Jiskra SZ Litvínov              | 1. liga | 20            | 1             | 2             | 3             | -             |
| 1960/1961                         | Jiskra SZ Litvínov              | 1. liga | 31            | 7             | 9             | 16            | -             |
| 1961/1962                         | Jiskra SZ Litvínov              | 1. liga | 28            | 14            | 9             | 23            | -             |
| 1962/1963                         | CHZ Litvínov                    | 1. liga | 32            | 14            | -             | -             | -             |
| 1963/1964                         | CHZ Litvínov                    | 1. liga | 32            | 7             | -             | -             | -             |
| 1964/1965                         | CHZ Litvínov                    | 1. liga | 32            | 15            | -             | -             | -             |
| 1965/1966                         | CHZ Litvínov                    | 1. liga | 32            | 11            | 3             | 14            | -             |
| 1966/1967                         | CHZ Litvínov                    | 1. liga | 32            | 8             | -             | -             | -             |
| 1967/1968                         | CHZ Litvínov                    | 1. liga | 26            | 6             | 6             | 12            | -             |
| Deutsche Eishockey Liga 1968/1969 | VfL Bad Nauheim                 | 1. liga | -             | -             | -             | -             | -             |
| DEL2 1969/1970                    | EC Deilinghofen                 | 2. liga | -             | -             | -             | -             | -             |
| 1970/1971                         | CHZ Litvínov                    | 1. liga | 14            | 5             | 1             | 6             | -             |